# 石焼き鍋 (秋田県)
石焼き鍋 （いしやきなべ）とは、秋田県男鹿市を中心に作られている鍋料理の一種。魚介を中心とした具材と味噌で作られる。漁師たちがその日獲れた魚介を浜辺の岩場で食べていたことがはじまりであり、高温に加熱した当地の石を調理に用いるのが最大の特徴である。

## 概要と由来
県内でも有数の漁場である男鹿周辺では、昔から漁師たちが浜辺で焚き火をして温まりながら岩場を利用して近海で獲れた魚を調理をする風習があった。岩のくぼみまたは船で使われていた木桶を鍋代わりとして味噌仕立ての汁と魚介などを入れ、焼いて高温に加熱した石を入れることで一気に沸騰させて熱を通すというものである。この調理法から石焼料理 、桶を用いる場合は石焼き桶鍋 とも呼ばれる。魚介類はそのまま、またはぶつ切りであるが高温で一気に火が通るため身が引き締まり、石の熱で最後まで温かいまま食事が可能になる。
加熱された石の温度は400℃から800℃ほどにもなり、石質によっては割れてしまう温度であるが、この周辺は地質的に「金石（かないし）」と呼ばれる波でもまれて丸くなった溶結凝灰岩が多くその名の通り金属のように赤くなり加熱に耐えることが経験的に知られていた。

## 郷土料理として
この料理は桶に入れた熱した石を入れる豪快な郷土料理として飲食店などでも提供されるようになった。もともとその日に獲れた魚介を使っていたという由来から特に決まった材料はないがタイやソイなどの男鹿で獲れる魚介、海藻、県内の旬の野菜などが具材になることが多く、桶には香りのよい秋田杉の桶が用いられることが多い。
安全のため厨房で石を入れてから提供することが多いが、希望する客には目の前で石を入れる様子をみせることもある。
2019年3月には道の駅おがで行われた「冬の男鹿グルメマーケット」にて直径1.8mの巨大な秋田杉の木桶と巨大な金石で作られた石焼き鍋、しょっつる鍋、だまこ鍋を、350人が試食するイベントが行われ、ギネス世界記録に認定された。